# Han van Eijk
Han van Eijk (Utrecht, 3 de julho de 1962) é um cantor neerlandês. Localmente notório como membro dos Jody's Singers, ele é mundialmente conhecido por conta da canção "Leef", que é o tema oficial do reality show Big Brother. A música, que alcançou a primeira posição da parada musical "Mega Top 50", ganhou uma versão em português, intitulada "Vida Real", que foi gravada pelo Paulo Ricardo, após ser encomendada pela produção da Rede Globo para ser o tema de abertura da edição brasileira do mesmo reality show.

## Carreira
Depois de anos cantando em todos os tipos de coros de fundo, comerciais e jingles, ele se tornou nacionalmente conhecido em 1999 pela música-título do programa Big Brother. Também foi visto regularmente no programa KRO The feeling of..., no qual é responsável por grande parte dos vocais, como membro dos Jody's Singers.
Ele também escreveu e cantou uma das canções-título, "Forever Together" do filme "De Schippers van de Kameleon", de Steven de Jong. Em 2007 e 2008 foi um dos backing vocals do programa Singing Bee da RTL 4. Van Eijk é treinador vocal desde 2019. Em 2019, Jody's Singers se reuniu temporariamente.
Van Eijk foi o cantor holandês das canções de Toy Story 3 (2010) e Toy Story 4 (2019), e o holandês Pyro em Ralph Breaks the Internet (2018).